# Web 3.0
In informatica il Web 3.0 è un termine a cui corrispondono significati diversi, volti a descrivere l'evoluzione dell'utilizzo del web e l'interazione fra gli innumerevoli percorsi evolutivi possibili. Questi includono: 
- trasformare il web in un database, cosa che faciliterebbe l'accesso ai contenuti da parte di molteplici applicazioni che non siano dei browser;
- sfruttare al meglio le tecnologie basate sull'intelligenza artificiale;
- il web semantico;
- il geospatial web;
- l'implementazione di una blockchain distribuita che supporti un linguaggio Turing completo

## Storia
Il termine Web 3.0 è apparso per la prima volta agli inizi del 2006 in un articolo di Jeffrey Zeldman critico verso il Web 2.0 e le sue tecnologie associate, come ad esempio AJAX.
Nel maggio 2006, [Tim Berners-Lee] affermava:
(Tim Berners-Lee, "Un Web 'più rivoluzionario'")
Durante il Technet Summit nel novembre 2006, Jerry Yang, fondatore e presidente di Yahoo!, rilasciava la seguente dichiarazione:
(Jerry Yang)
Allo stesso Technet Summit, Reed Hastings, fondatore e CEO di Netflix, riassumeva in una semplice formula la definizione delle diverse fasi del web:
(Reed Hastings)
Nell'agosto 2007, l'agenzia digitale brasiliana CUBO ha definito il Web 3.0 come l'abilità per i clienti di comunicare con le aziende, sia in maniera diretta utilizzando blog e altre applicazioni Web 2.0, che in maniera indiretta, come se fossimo i possessori di dati psicografici analizzati dal Web semantico e da altri strumenti di marketing come Microtargeting/Silent Marketing.
Il termine Web 3.0 è diventata una materia di crescente interesse e dibattito a partire dalla fine del 2006 sino al 2007.
Più recentemente, in particolare dal 2015 in avanti, con lo sviluppo della rete Ethereum, il termine ha assunto un nuovo significato  di rete decentralizzata e resistente alla censura. Tuttavia è ancora presto per dire se la rete Ethereum avrà una diffusione tale da rappresentare in effetti la successiva evoluzione di internet.

## Innovazioni associate con il Web 3.0

### Applicazioni Web-based e desktop
Le tecnologie Web 3.0, come ad esempio un software intelligente che utilizza dati semantici, sono state implementate ed usate su piccola scala da molteplici aziende con l'intento di manipolare i dati più efficientemente. Negli anni recenti, tuttavia, ci si è concentrati anche nel fornire tecnologie Web semantiche al pubblico generico. Alcune start-up come Garlik, Metaweb, Radar Networks e Powerset sono fra quelle che nel 2006-2007 hanno ricevuto un'ampia copertura mediatica relativamente al campo dell'innovazione.

### Calcolo distribuito
Se la rete Ethereum si diffonderà a sufficienza da essere considerata la nuova internet, l'innovazione più importante sarà la decentralizzazione: gli utenti possono scegliere di far partecipare il proprio computer o dispositivo al funzionamento della rete stessa, oltre che usarlo per la consultazione, e le informazioni vengono quindi automaticamente duplicate su ogni computer che partecipa, distribuendo il calcolo fra tutti i nodi della rete, invece di centralizzarlo su alcuni server noti, come avviene nell'attuale rete internet. Ciò garantisce la resistenza della rete a qualsiasi tipo di censura selettiva.

## Dibattiti sul Web 3.0
Ci sono diversi dibattiti sul significato del termine Web 3.0 e su quale possa essere una definizione adatta.

### Trasformare il Web in un database
Il primo passo verso un "Web 3.0" è l'emergere del "Data Web" visto che gli archivi di dati strutturati sono pubblicati sul Web in formati riutilizzabili e "interrogabili" da remoto, come XML, RDF e microformati. La recente crescita della tecnologia SPARQL fornisce un linguaggio di query standardizzato e l'API per la ricerca attraverso database RDF distribuiti nel Web. I Data Web permettono un nuovo livello di integrazione e di interoperabilità delle applicazioni, rendendo i dati disponibili a tutti e "linkabili" come se fossero pagine Web. Il Data Web è il primo passo verso il vero e proprio Web semantico. Nella fase di Data Web l'attenzione è principalmente rivolta verso la strutturazione di dati disponibili utilizzando l'RDF. Nella fase successiva di Web semantico il raggio verrà ampliato in modo che sia i dati strutturati che quelli che tradizionalmente sono considerati contenuti non strutturati o semi strutturati (come pagine Web, documenti, ecc.) saranno disponibili in larga misura in formati semantici RDF ed OWL.

### Un percorso evolutivo verso l'intelligenza artificiale
Il Web 3.0 è stato anche utilizzato per descrivere un percorso evolutivo per il Web che conduce all'Intelligenza Artificiale capace di interagire con il Web in modo quasi umano. Alcuni scettici credono invece che ciò sia impossibile da raggiungere. Nonostante ciò, aziende come IBM e Google stanno implementando nuove tecnologie che stanno ottenendo informazioni sorprendenti come prevedere le canzoni più scaricate, attraverso il data mining, sui siti Web universitari.
L'archiviazione e lo studio delle informazioni che riguardano l'interesse espresso durante la navigazione da parte di un software evoluto oppure la possibilità di trasferire sensazioni, esigenze, gusti e comportamenti, nel campo medico, metterebbero le macchine nelle condizioni di poter assistere e contemporaneamente supportare coloro che per problemi di salute non possono essere autosufficienti.
C'è anche un altro dibattito sul fatto che la forza trainante dietro il Web 3.0 saranno i sistemi intelligenti oppure se l'intelligenza verrà fuori in maniera più organica, da sistemi di persone intelligenti, come per esempio attraverso servizi di filtraggio collaborativo come del.icio.us, Flickr e Digg che estraggono il significato e l'ordine dal Web esistente ed il come le persone vi interagiscono.

### La realizzazione del Web semantico e del SOA
In linea con l'Intelligenza Artificiale, il Web 3.0 potrebbe costituire la realizzazione e l'estensione del concetto di Web semantico. I ricercatori accademici stanno lavorando per sviluppare un software per il ragionamento, basato sulla logica descrittiva e sugli agenti intelligenti. Tali applicazioni possono compiere operazioni di ragionamento logico utilizzando una serie di regole che esprimano una relazione logica tra i concetti ed i dati sul Web.
Srmana Mitra sostiene invece che il Web semantico potrebbe essere l'essenza della prossima generazione dell'Internet e propone una formula per incapsulare il Web 3.0.
Il Web 3.0 è stato anche messo in relazione ad una possibile convergenza di un'architettura Service-oriented e del Web semantico.